# Кенигслутер ам Елм
Кенигслутер ам Елм (њем. Königslutter am Elm) град је у њемачкој савезној држави Доња Саксонија. Једно је од 26 општинских средишта округа Хелмштет. Према процјени из 2010. у граду је живјело 16.078 становника. Посједује регионалну шифру (AGS) 3154013.

## Географски и демографски подаци
Кенигслутер ам Елм се налази у савезној држави Доња Саксонија у округу Хелмштет. Град се налази на надморској висини од 134 метра. Површина општине износи 130,6 km². У самом граду је, према процјени из 2010. године, живјело 16.078 становника. Просјечна густина становништва износи 123 становника/km².

## Међународна сарадња
| Мјесто | Држава               | Врста сарадње | Од    |
| ------ | -------------------- | ------------- | ----- |
|        | Пољска               | контакт       | 2000. |
| Тонтон | Уједињено Краљевство | партнерство   | 1993. |
| Кезик  | Уједињено Краљевство | контакт       | 2000. |
| Извор  |                      |               |       |